# Bernardita
La bernardita és un mineral de la classe dels sulfurs. Va ser anomenada en honor de Jan H. Bernard (1928-2018), mineralogista txec.

## Característiques
La bernardita és una sulfosal de fórmula química TlAs₅S₈. Cristal·litza en el sistema monoclínic. Els seus cristalls són gruixuts de forma tabulada, parcialment corroïts 
i estriats, amb {100}, {012}, {210} i {201}, {201}, {010} prominents, de fins a 4 mm. La seva duresa a l'escala de Mohs és 2.
Segons la classificació de Nickel-Strunz, la bernardita pertany a «02.HD: Sulfosals de l'arquetip SnS, amb Tl» juntament amb els següents minerals: lorandita, weissbergita, christita, jankovicita, rebulita, imhofita, edenharterita, jentschita, hutchinsonita, sicherita i gabrielita.

## Formació i jaciments
La bernardita va ser descoberta a Allchar, a Roszdan (Macedònia del Nord) en un dipòsit hidrotermal amb altres sulfurs amb As-Tl. També ha estat descrita a la pedrera Lengenbach (Suïssa).
Sol trobar-se associada a altres minerals com: realgar, orpiment, hutchinsonita, wal·lisita, hatchita, lorandita, edenharterita, erniggliita, stalderita.